# Международный женский форум
Международный женский форум (англ. International Women's Forum, IWF) — американская неправительственная организация.
Форум основан в 1974 году как «Женский форум Нью-Йорка» (англ. Women's Forum of New York), представляет собой женскую организацию, доступную только по приглашению, насчитывающую около 6500 членов.

## Члены
Форум называют «очень влиятельной» организацией. Среди известных членов были Хиллари Клинтон, Мадлен Олбрайт, Сандра Дэй О'Коннор, Коретта Кинг, Бетти Фридан и Кэтрин Грэм, а также «изобретатели, предприниматели, руководители, главы государств, ученые, ученые, астронавты, олимпийские спортсмены», художники, режиссеры, финансисты, филантропы и многие другие».

## История
Группа начиналась как «Женский форум Нью-Йорка», основанный в 1974 году Элинор Гуггенхаймер, Мюриэл Зиберт, Элеанор Холмс Нортон и Мюриэл Фокс. В течение следующих нескольких лет он расширился до Атланты, Чикаго, Колорадо, Лос-Анджелеса, Нью-Йорка, Сан-Франциско и Вашингтона, США. В 1982 году форум стал международным с присоединением отделения в Великобритании и был переименован в «Международный женский форум» в 1987 году. Форум активен в Европе, Азии, Латинской Америке и на Ближнем Востоке, а также в Соединенных Штатах.

## Концепция
Миссия форума — «поддерживать женщин-лидеров сегодня и завтра». Форум ежегодно проводит две конференции, посвященные женским проблемам, и предлагает интенсивные программы обучения лидерству для женщин. Поддерживающая форум организация Leadership Foundation, Inc. предоставляет программу стипендий и программу бизнес-сети женщин-спортсменов.

## «Женщины, которые меняют мир»
Форум поддерживает ежегодно вручает награду «Женщины, которые меняют мир». Среди прошлых лауреатов:
- 2000: итальянский политик Беатрис Рангони Макиавелли
- 2010: американский судья Ли Соуфли[9][10]
- 2011: сингапурский архитектор Чеонг Кун Хин[11]
- 2012: Ньямко Сабуни, министр Швеции по вопросам гендерного равенства[12]
- 2014: Занеле Мбеки, основательница Женского банковского фонда развития и бывшая первая леди Южной Африки[13]
- 2015: Сестра Станислав Кеннеди, основательница Focus Ireland[14]
- 2016: Американский адвокат Глория Оллред[15]
- 2016: Илья Эспино де Маротта, инженер, руководивший проектом расширения Панамского канала[16]
- 2017: американский юрист Даниэль Конвей[17]
- 2018: Американский писатель Шарлотта Банч [18]

## Внешние ссылки
- Международный женский форум